# 拉瓦萊特 (新澤西州)
拉瓦萊特（英語：Lavallette）是位於美國新澤西州海洋縣的自治市鎮。

## 人口
根據2020年美國人口普查的數據，拉瓦萊特的面積為2.50平方千米，當中陸地面積為2.11平方千米，而水域面積為0.38平方千米。當地共有人口1787人，而人口密度為每平方千米715人。